# Colonne à film tombant
Une colonne à film tombant est une colonne utilisée pour réaliser un transfert de masse et de chaleur entre deux phases fluides (en général une phase gazeuse et une phase liquide).

## Fonctionnement

Schéma typique d'une colonne à film tombant

La colonne à film tombant est essentiellement formée par un récipient en forme d'un cylindre vertical. Dans le cas le plus fréquent, la colonne contient un flux de liquide et un flux de gaz.  Le liquide forme un mince film qui s'écoule sur la paroi interne du cylindre. 
Le courant gazeux (phase continue) s'écoule au centre du cylindre. Le gaz est normalement injecté à partir du bas de la colonne. Lors de l'ascension de ce gaz, il rencontre la phase liquide à contre-courant. Le processus d'échange de matière (par exemple l'absorption gaz-liquide) et de chaleur a lieu à l'interface gaz-liquide.
Parfois, le même équipement est utilisé pour réaliser le transfert de masse et de chaleur à co-courant entre des liquides non miscible.

## Utilisations

### En recherche
En raison de sa facilité de modélisation, la colonne à film tombant se prête bien à une utilisation dans la recherche. Les résultats obtenus peuvent être exploités avec la prudence nécessaire pour comprendre le fonctionnement d'équipements plus complexes (colonne à garnissage ou une colonne à plateaux).
Une expérience significative a été réalisée en 1934 par Edwin R. Gilliland et Thomas Kilgore Sherwood qui ont employé une colonne à film tombant pour étudier le phénomène de transfert de masse entre une phase liquide et une phase gazeuse, obtenant une corrélation expérimentale entre le nombre de Sherwood (Sh), le nombre de Reynolds (Re) et le nombre de Schmidt (Sc).
Sh = 0,023 Re0,83 × Sc0,44

### Au laboratoire
Du fait de sa facilité de modélisation, la colonne à film tombant est généralement utilisée comme équipement de laboratoire, par exemple pour mesurer expérimentalement les valeurs des coefficients de transport.

### Au niveau industriel
Cette colonne est peu utilisée au niveau industriel car elle présente une faible surface et une faible rétention de liquide par rapport à d'autres contacteurs gaz-liquide tels qu'une colonne à garnissage ou une colonne à plateaux.